# Émirats (Mauritanie)
Les émirats ou l'espace émiral  de la Mauritanie correspond à une période de l'histoire de ce pays dont le début est daté du XVe siècle ou du XVIIe siècle et dure jusqu'au XXe siècle.     
La formation des émirats modernes dans l'histoire mauritanienne apparait progressivement à partir du XVe siècle, mais surtout au début du XVIIe siècle où certaines tribus Magafira manifestent une supériorité politique et militaire.    
Le XVIIIe siècle est le siècle d'émergence et de consolidation des émirats comme structure politique semi-centralisée distincte des tribus. Les émirats du Trarza, du Brakna, du Tagant, du Hodh et de l’Adrar sont fondés durant cette période : ils sont un assemblage de tribus dirigées par un Chef de guerre qui partage son autorité avec les notables de la djemaa (assemblée). Les émirats sont marqués par des luttes incessantes entre tribus ou au sein des tribus, parfois au sein même de celle de l'émir.    
La guerre de Char Bouba de 1671 à 1677 au sud-ouest mauritanien entre les tribus dites Zwaya et les chefferies des Magafiras entrainent directement la formation d'émirats d'obédience magafira : le Trarza, le Brakna, puis ultérieurement dans l'Adrar.   
Ces émirats mauritaniens connaitront un apogée politique et social au XVIIIe siècle et au début du XIXe siècle.    

## Liste d'États sur tout ou partie de la Mauritanie actuelle
- Empire du Ghana (100/300-1200/1250)
- Royaume du Tékrour (500-1285)
- Almoravides (1040-1147)
- Royaume de Sosso (1200-1235)
- Empire du Mali (1235-1610)
- Royaume du Waalo (1287-1855)
- Empire du Djolof (1350-1549)
- Trarza, Émirat de Trarza (en) (1640-1902 ou 1732-1909)[5], guerre entre la France et le Trarza (1825)
- Émirat de Brakna (ca) (1400/1650-1903/1910)[6]
- Émirat de l'Adrar (vers 1740-1932)[7]
- Émirat du Tagant (Taganet/Taganit), avec pour capitale Tidjikdja.